# Csíkosnyakú galamb
A csíkosnyakú galamb (Columba guinea) a madarak osztályának galambalakúak (Columbiformes) rendjéhez és a galambfélék (Columbidae) családjához tartozó faj.

## Előfordulása
Afrikában a Szaharától délre két elkülönült populációban él, az egyik Afrika középső, a másik pedig a déli részén található. Füves puszták lakója.

## Alfajai
- Columba guinea guinea
- Columba guinea phaeonota

## Megjelenése
Testhossza 33 centiméter. Feje világoskék színű, csupasz szemgyűrűje van. Nyakán ezüst hegyű, csíkos mintázata van, háta és szárnyainak felső része vöröses, fehér háromszögletű szárnyfoltokkal. Hasi része kékesszürke.

## Életmódja
Magvakkal, gabonával, levelekkel és rügyekkel táplálkozik.

## Szaporodása
Sziklapárkányokra, barlangokba vagy házakra építi fészkét, ágak, gallyak és fűszálak felhasználásával.

## Képek

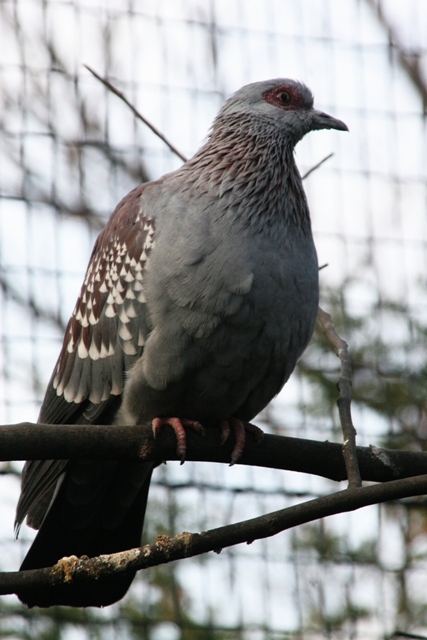
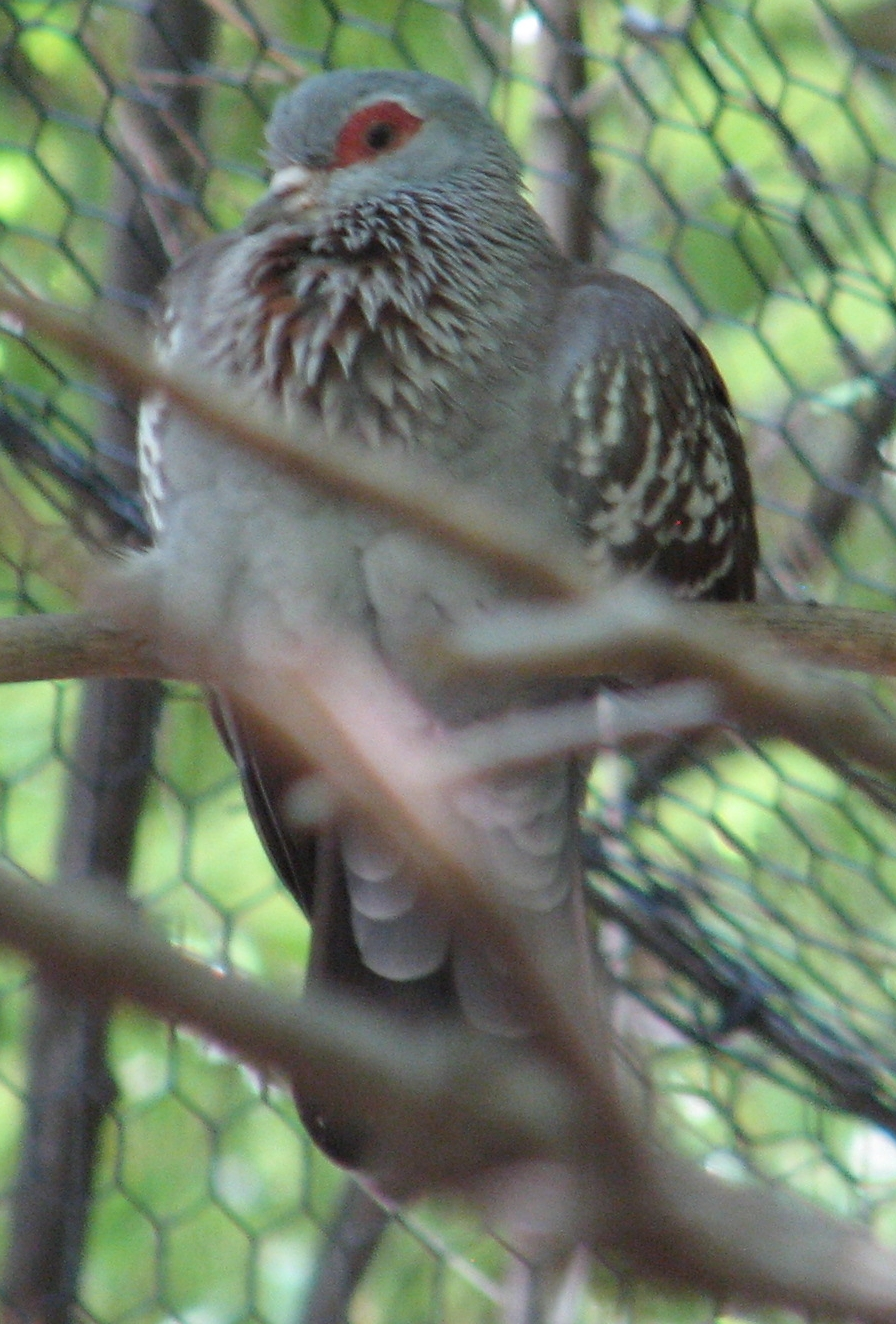
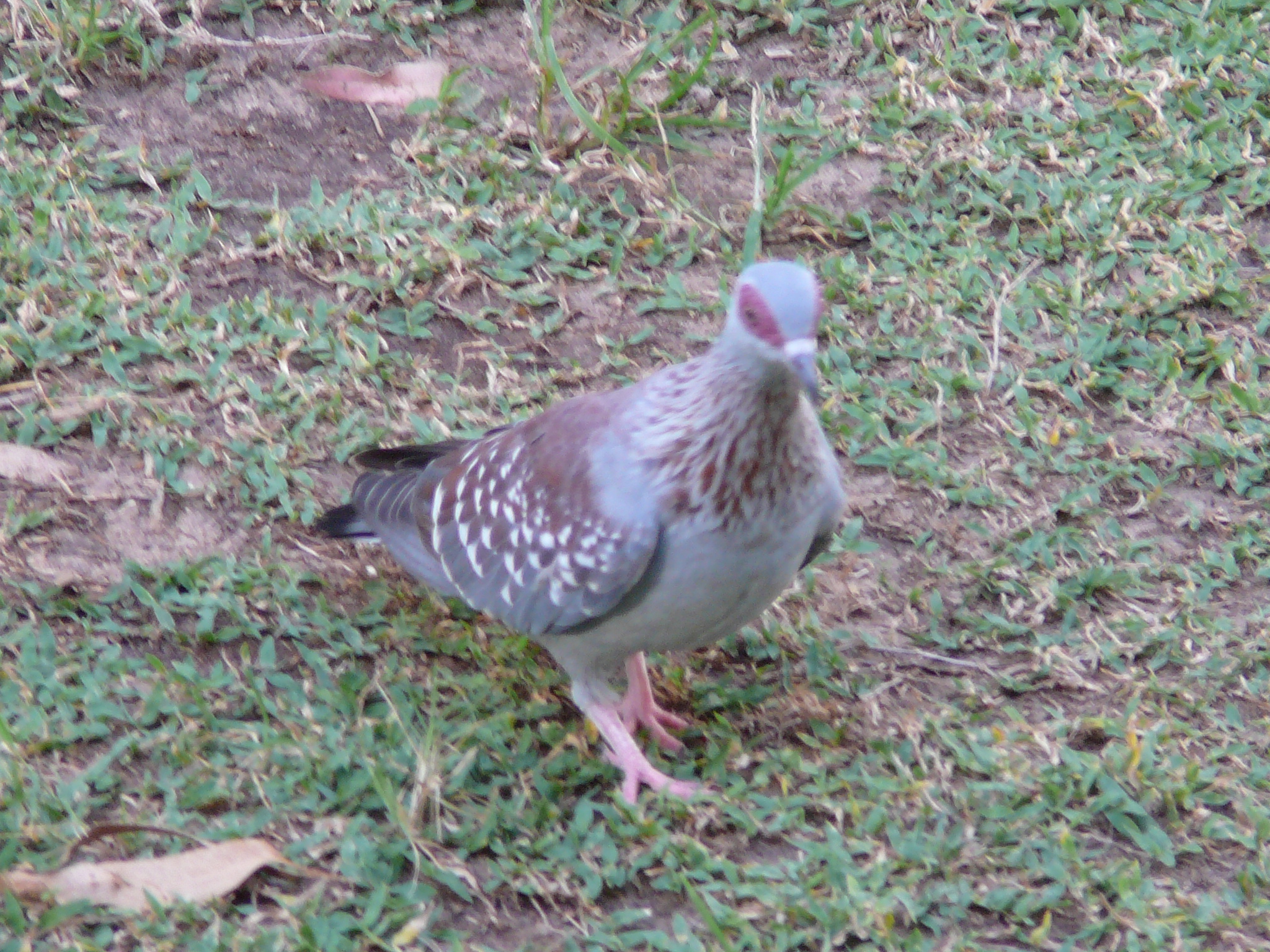